# Kumhāri
Kumhāri är en ort i Indien.   Den ligger i distriktet Durg och delstaten Chhattisgarh, i den centrala delen av landet, 900 km sydost om huvudstaden New Delhi. Kumhāri ligger 279 meter över havet och antalet invånare är 38 334.
Terrängen runt Kumhāri är mycket platt, och sluttar österut. Runt Kumhāri är det tätbefolkat, med 459 invånare per kvadratkilometer. Närmaste större samhälle är Bhilai Nagar, 11,1 km sydväst om Kumhāri. Trakten runt Kumhāri består till största delen av jordbruksmark.